# Малое Страшево
Малое Страшево — деревня в составе Темпового сельского поселения Талдомского района Московской области. Население — 3 чел. (2010).
Расположена в семи километрах к юго-западу от Талдома на левом берегу реки Дубны, у впадения в неё реки Куновки, рядом с деревнями Пановка, Юдино и на правом берегу Дубны Большое Страшево и Куйминка. Находится около трассы Р112, по которой есть регулярное автобусное сообщение с райцентром.
Из истории Талдомского района известно:
Казенная деревня. Относилась к Дмитровскому уезду. В 1862 году 17 дворов, 107 жителей. В 1890 году 130 жителей.
До муниципальной реформы 2006 года входила в Юдинский сельский округ.

## Население
| 1859 | 1890 | 1926 | 2002 | 2006 | 2010 |
| ---- | ---- | ---- | ---- | ---- | ---- |
| 107  | ↗130 | ↘107 | ↘0   | ↗4   | ↘3   |